# Archanara subcarnea
Archanara subcarnea là một loài bướm đêm trong họ Noctuidae.